# Bannost-Villegagnon
Bannost-Villegagnon település Franciaországban, Seine-et-Marne megyében. Lakosainak száma 658 fő (2022. január 1.). Bannost-Villegagnon Saint-Hilliers, Bezalles, Boisdon, Dagny, Frétoy, Jouy-le-Châtel és Chenoise-Cucharmoy községekkel határos.

## Népesség
A település népességének változása:
| Lakosok száma | 673  | 679  | 678  | 658  | 648  | 645  | 649  | 648  | 658  |
|               | 2013 | 2015 | 2016 | 2017 | 2018 | 2019 | 2020 | 2021 | 2022 |